# Charles Lindley (byst)

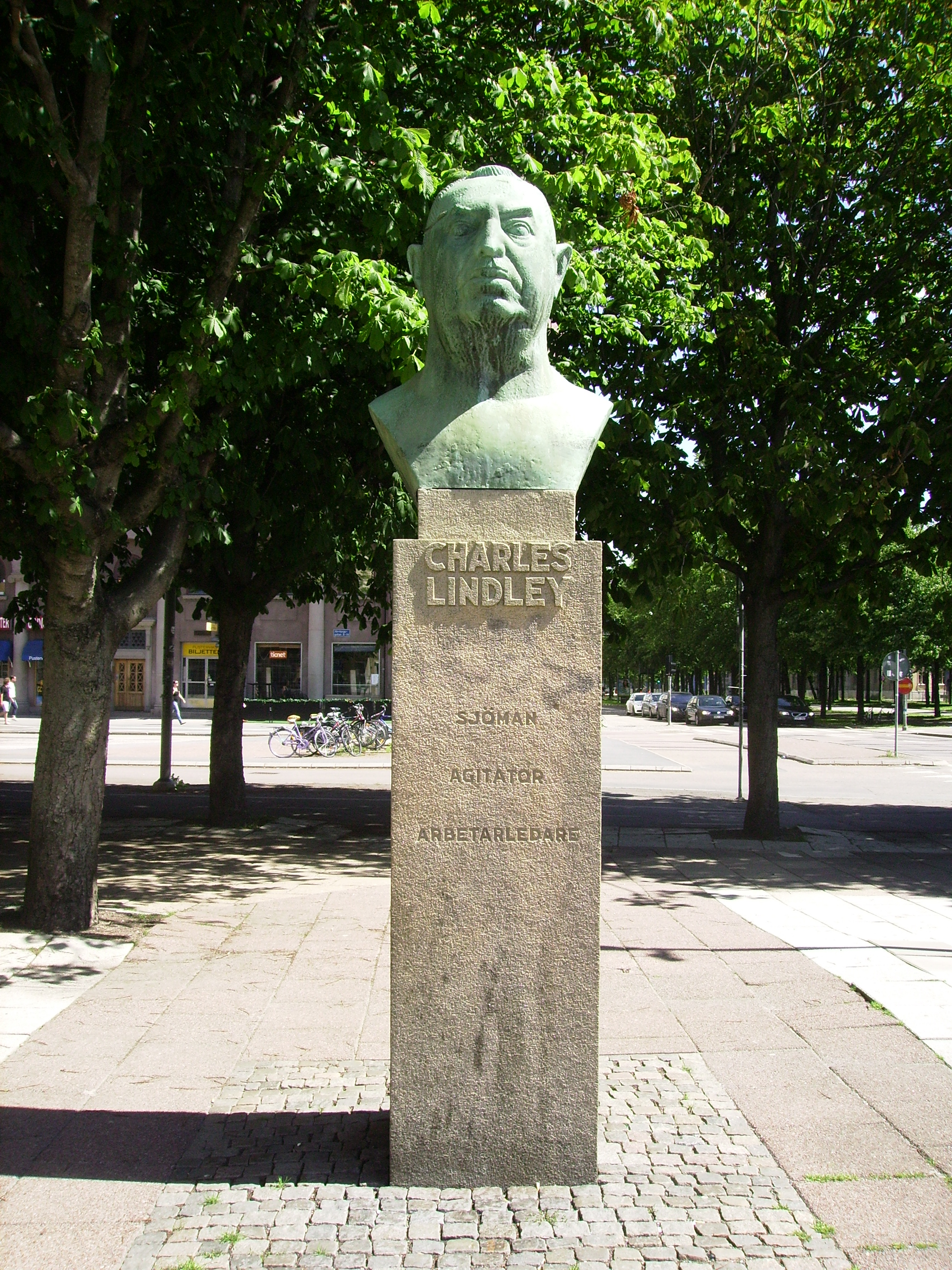
Charles Lindleys byst.

Charles Lindley står som byst på Olof Palmes plats utanför Folkets hus i Göteborg.
Bysten restes 1952 för att hedra den svenska fackföreningsmannen och socialdemokratiska politikern Charles Lindley. Den utfördes i brons av Ture Jörgenson och är 1,2 meter hög. På granitsockeln finns inskriptionen Sjöman, agitator, arbetarledare.
Konstverket stod ursprungligen vid korsningen av Andrégatan och Oscarsgatan.